# Ciurești, Argeș
Ciurești este un sat în comuna Vedea din județul Argeș, Muntenia, România.